# Luigi Carbone
Luigi Carbone (Sestri Ponente, 20 giugno 1837 – 1913) è stato un patriota e costruttore navale italiano.

## Biografia
Nacque a Sestri Ponente (Genova) e partecipò alla Spedizione dei Mille con il grado di soldato semplice agli ordini di Nino Bixio.
Congedatosi, tornò in Liguria dove avviò un'impresa di costruzioni navali.